# Constantius III.
Flavius Constantius († 2. září 421), známý také jako Constantius III., byl západořímský císař v roce 421. Tento generál a politik fakticky řídil státní záležitosti v západořímské říši ve druhé polovině panování císaře Honoria, přičemž se podstatně zasloužil o její konsolidaci poté, co Vizigóti v roce 410 vyplenili Řím. V roce 417 se oženil s císařovou sestrou Gallou Placidií a později se stal Honoriovým spolucísařem. Jeho vláda nicméně trvala jen necelých sedm měsíců.

## Život

### Vzestup k moci, vítězství nad uzurpátory
Constantius se narodil ve městě Naissus (dnešní Niš) v prefektuře Illyricum. Původně sloužil ve východním vojsku a bojoval v četných taženích pod Theodosiem I. Pravděpodobně se účastnil výpravy na západ proti uzurpátorovi Eugeniovi a po jejím zdárném završení setrval v Itálii. Patřil mezi Stilichonovy stoupence, nezastával ale žádný významný post, díky čemuž přečkal bez újmy jeho pád v roce 408. V roce 410 nebo 411 se stal Stilichonovým nástupcem v hodnosti generála obojího vojska (magister utriusque militiae), čímž dosáhl nejvyšší velitelské pozice na Západě. Někdy v téže době nechal ubít k smrti strůjce spiknutí proti Stilichonovi, někdejšího představeného císařských kanceláří Olympia. Obdobně se vypořádal i s ostatními potenciálními soupeři, kteří ho mohli ohrozit na dvoře císaře Honoria v Ravenně.
Když si Constantius zajistil vlastní postavení, zmobilizoval italské vojsko pro válku s uzurpátorem Konstantinem III. Ten čelil v Galii svému vzbouřenému vojevůdci Gerontiovi, obléhajícímu uzurpátora v jeho sídle v Arelate (dnešní Arles). K tomuto městu zamířil v roce 411 rovněž Constantius a jeho gótský podřízený Ulfila. Po jejich příchodu Gerontiovi muži přešli k Constantiovi a Gerontius uprchl do Hispánie, kde zanedlouho spáchal sebevraždu. K Arelate se zatím přiblížil Konstantinův velitel Edobech s pomocnými sbory Franků a Alamanů s úmyslem vyprostit uzurpátora z obklíčení. Constantius s Ulfilovou pomocí lstí překvapil a rozdrtil nepřátelské vojsko, jehož vůdce zahynul rukou jednoho ze svých druhů. Poté pokračoval v dobývání Arelate a po několika měsících přesvědčil zárukou osobní bezpečnosti Konstantina ke kapitulaci. Zajatý Konstantin a jeho syn Julianus byli posláni do Ravenny, avšak v nevelké vzdálenosti od města byli v září 411 na Honoriův rozkaz popraveni.
Constantius se po svém vítězství, jímž pro Honoria získal zpět oblast jihovýchodní Galie, vrátil do Itálie. Mezitím se v Mogontiaku (Mohuč) prohlásil za císaře galorománský šlechtic Jovinus, k němuž se přidalo místní vojsko i aristokracie a podpořili ho Burgundové a Alani. Krátce nato, patrně počátkem roku 412, se Vizigóti, vedení Athaulfem, přesunuli z Itálie do Galie. Athaulf se pak vypravil na sever a připojil se k Jovinovi, zaskočenému příchodem tohoto příliš mocného spojence. Constantius se vyvaroval vojenského střetu s uzurpátorem a raději se rozhodl zbavit ho moci diplomatickými prostředky. Mezi Jovinem a Góty brzy vyvstaly vážné rozpory, v důsledku nichž Athaulf změnil strany a Jovina zajal. Následně ho předal Honoriovým lidem a ti ho zřejmě v létě 413 v Narbonu (Narbonne) popravili.
V témže roce se Constantius musel vypořádat s povstáním v severní Africe. Tamější místodržitel, comes Africae Heraclianus, nevražící na Constantiův enormní vliv na chod státu, zastavil dodávky obilí do Itálie. Posléze shromáždil početnou flotilu, s níž se osobně vypravil na Řím. Brzy po vylodění ho ale porazil comes Marinus, načež Heraclianus uprchl do Afriky, kde ho vzápětí popravili. Jeho obrovský majetek přešel do vlastnictví Constantia, jenž byl vybrán místo Heracliana za konzula pro nadcházející rok.

### Konflikt a smír s Vizigóty
Do roku 413 Constantius eliminoval všechny uzurpátory a vzbouřence a sjednotil pod svým velením roztříštěné vojenské síly západořímské říše. Tím si uvolnil ruce k zásahu proti cizím nepřátelům Římanů pobývajícím na území impéria. Nejprve usiloval o propuštění císařovy sestry Gally Placidie, nacházející se od roku 410 v zajetí Gótů. Ambiciózní Constantius doufal v manželství s Placidií, díky němuž by vstoupil do císařské rodiny a dále upevnil svoji pozici. Výměnou za její propuštění sliboval Athaulfovi zajištění přísunu obilí, zřejmě z důvodu Heraclianova povstání v Africe ovšem nedokázal svůj závazek splnit. Athaulf odmítl Placidii vydat a neúspěšně napadl město Massilii (Marseille), bráněné Constantiovými vojáky. Vizigóti potom vtáhli do Narbonu a obsadili značnou část provincií Narbonensis a Aquitania.
Athaulf se v lednu 414 v Narbonu slavnostně oženil s Gallou Placidií, čímž potupil Constantia, který se tehdy ujal úřadu konzula. Constantius přesto odmítl podstoupit riziko vojenské konfrontace s Góty a sevřel je námořní a pozemní blokádou. Jeho strategie se ukázala být vysoce účinná, neboť Góty postihl akutní nedostatek potravin a v závěru roku 414 byli nuceni vyklidit jižní Galii. Athaulf zamířil do Hispánie a zřídil svůj hlavní stan v Barceloně. Prohlubující se nespokojenost jeho lidí, roztrpčených Constantiovou nepolevující blokádou, ho však v létě 415 připravila o život. Krátce po jeho zavraždění se do čela Vizigótů postavil Wallia, jemuž nezbylo než se římskému tlaku podvolit. Uzavřel proto s Římany mírovou smlouvu, na základě níž vrátil ovdovělou Placidii jejímu bratrovi a na oplátku obdržel od Constantia 600 000 modiů obilí. Priscus Attalus, ustavený za císaře Alarichem a později znovu Athaulfem, byl dopraven do Ravenny, kde ho Honorius za jeho uzurpaci potrestal zmrzačením.
Jakmile Constantius přiměl k poslušnosti Vizigóty, zaměřil svoji pozornost na Alany, Vandaly a Svéby okupující a plenící od roku 409 valnou část Hispánie. Wallia, sloužící od sjednání míru zájmům Římanů, se v roce 416 se svými Góty vypravil proti těmto barbarům a během dalších dvou let nad nimi dosáhl jednoznačného vítězství. Římsko-gótská protiofenzíva se soustředila především na Alany a vandalské Silingy, kontrolující provincie Lusitánii a Baetiku. Silingové přestali takřka existovat, kdežto Alani utrpěli těžké ztráty a jejich zbytky uprchly pod ochranu vandalských Hasdingů. Třebaže Hasdingové a Svébové dosud drželi ve své moci Gallaecii na severozápadě Pyrenejského poloostrova, Constantius v roce 418 nebo 419 stáhl gótské foederati z Hispánie. Následně je usadil v Aquitanii, v údolí řeky Garonny mezi Burdigalou (Bordeaux) a Tolosou (Toulouse). O důvodech, proč je Constantius umístil právě do této oblasti, se vedou diskuse. Mezi historiky zaznívají názory, že Gótové měli čelit bagaudům severně od řeky Loiry, případně tvořit protiváhu Vandalům a Svébům. Nelze ani vyloučit, že měli zamezit riziku dalších uzurpací v Galii.

### Svatba s císařovou sestrou, získání trůnu a smrt
Constantius se již od roku 415 honosil čestným titulem patricius a 1. ledna 417 nastoupil svůj druhý konzulát. V tentýž den pojal v rámci velkolepého obřadu za manželku Honoriovu sestru Gallu Placidii, přestože Olympiodoros poznamenává, že se svatbě s ním vehementně bránila. Sotva o rok později Placidie porodila Constantiovi dceru pojmenovanou Justa Grata Honoria. V červenci 419 přišel na svět jejich syn Valentinianus, jenž vzhledem k Honoriově bezdětnosti mohl v případě císařovy smrti vznést nárok na trůn.
Vedle sledování svých politických cílů Constantius neustával ani ve snaze stabilizovat západořímskou říši. V roce 417 římský velitel Exuperantius vedl úspěšnou výpravu proti bagaudům v Armorice, zaměřenou na obnovení kontroly nad severozápadní Galií. V Hispánii Římané těžili z rozbrojů mezi tamějšími barbary. V roce 418 nebo 420 Constantiovi důstojníci Maurocellus a Astirius zakročili proti Vandalům obléhajícím Svéby ve městě Bracara (Braga). Vandalové poté uprchli z hornaté Gallaecie, odkud se vydali do úrodné Baetiky na jihu poloostrova. Jiný z Constantiových podřízených jménem Castinus uspořádal roku 420 výpravu proti Frankům v severní Galii.
Constantius zastával ve stejném roce potřetí úřad konzula a 8. února 421 se dočkal nejvyššího možného vyznamenání, když byl povýšen do hodnosti augustus. Honorius ho tedy akceptoval za svého spolucísaře, ačkoli tak učinil poněkud neochotně. Placidie se stala augustou a jejich syn Valentinianus získal titul nobilissimus. Honoriův synovec Theodosius II., vládnoucí v Konstantinopoli, nicméně odmítl uznat Constantia, a ten kvůli tomu dokonce uvažoval o tažení proti Východu. Constantius se navíc příliš netěšil ze své nové role, protože jako císař se musel podrobovat četným svazujícím dvorským ceremoniím a oficialitám. Jeho zdravotní stav se záhy zhoršil a 2. září 421 po bezmála sedmi měsících vlády podlehl zánětu pohrudnice. Bez jeho pevné ruky se západořímská říše opět pohroužila do vnitropolitické krize, jíž vzápětí využili její nepřátelé.